# آنا پلتنیووا
آنا پلتنیووا ( روسی: А́нна Ю́рьевна Плетнёва؛ زادهٔ ۲۱ اوت ۱۹۷۷) خواننده، آهنگساز، ترانه‌سرا در سبک موسیقی الکترونیک و موسیقی پاپ ارمنی‌تبار اهل روسیه است. وی از سال ۱۹۹۷ میلادی تاکنون مشغول فعالیت بوده‌است.

## زندگی‌نامه
وی در ۲۱ اوت ۱۹۷۷ ‏در مسکو به دنیا آمد 